# Cyttomimus affinis
Cyttomimus affinis is een straalvinnige vissensoort uit de familie van zonnevissen (Zenionidae). De wetenschappelijke naam van de soort is voor het eerst geldig gepubliceerd in 1913 door Weber.